# هومن حاجی‌عبداللهی
امیرعباس حاجی‌عبداللهی (زادهٔ ۲۳ تیر ۱۳۵۴) مشهور به هومن حاجی‌عبداللهی، بازیگر، مجری تلویزیون، صداپیشه و دوبلور اهل ایران است. وی در مقطع کوتاهی عضو انجمن گویندگان جوان بوده است.
حاجی‌عبداللهی نقش برجسته‌ای در مجموعهٔ تلویزیونی پایتخت از سال ۱۳۹۲ داشته است. او در سی و هفتمین جشنواره بین‌المللی تئاتر فجر در بخش مسابقه تئاتر «ایران دو» جایزهٔ بهترین بازیگر مرد برای نمایش تناسخ سه تا سی و پنج تومن را کسب نمود.

## زندگی
امیرعباس حاجی‌عبداللهی در تاریخ ۲۳ تیر ۱۳۵۴ در تهران به دنیا آمد. او دو برادر دارد. وی همچنین خواهرزاده داوود حیدری دوبلور معروف است.

## زندگی شخصی
حاجی‌عبداللهی در یک برنامه رادیویی با سلیمه قطبی آشنا شد. این دو در سال ۱۳۸۱ عقد کردند و در سال ۱۳۸۲ ازدواج کردند. آن‌ها ده سال بعد صاحب یک فرزند پسر شدند.

## آثار

### سینما
| سال  | عنوان               | نقش | توضیحات  |
| ---- | ------------------- | --- | -------- |
| ۱۳۸۴ | چند می‌گیری گریه کنی |     |          |
| ۱۳۸۵ | اگه می‌تونی منو بگیر |     |          |
| ۱۳۹۰ | اختاپوس             |     | روبی     |
| ۱۳۹۳ | گینس                |     |          |
| ۱۳۹۶ | پیشونی‌سفید ۲        |     | روبی     |
| ۱۳۹۷ | پیشونی‌سفید ۳        |     | روبی/گاو |
| ۱۳۹۷ | سامورایی در برلین   |     | گلمحمد   |
| ۱۳۹۸ | تورقوزآباد          |     |          |
| ۱۳۹۹ | لب خط               |     |          |
| ۱۴۰۰ | هفت بهار نارنج      |     |          |
| ۱۴۰۲ | مرد عینکی           |     |          |
| ۱۴۰۲ | آریاشهر دو نفر      |     |          |
| ۱۴۰۳ | شوهر ستاره          |     |          |
| ۱۴۰۳ | شمال از جنوب غربی   |     |          |

### تلویزیون
| سال       | عنوان           | نقش         | توضیحات              |
| --------- | --------------- | ----------- | -------------------- |
| ۱۳۹۲      | پایتخت ۲        | رحمت امینی  | خروس باز             |
| ۱۳۹۳      | پایتخت ۳        | رحمت امینی  |                      |
| ۱۳۹۴      | پایتخت ۴        | رحمت امینی  |                      |
| ۱۳۹۳–۱۳۹۴ | آقا و خانم سنگی | صابر        |                      |
| ۱۳۹۷      | بیمار استاندارد |             |                      |
| ۱۳۹۶      | علی‌البدل        | فیضی        | مأمور انتظامات روستا |
| ۱۳۹۷      | پایتخت ۵        | رحمت‌ امینی  |                      |
| ۱۳۹۷      | دختر گمشده      |             |                      |
| ۱۳۹۸      | نون خ           | حاج‌آقا افشه |                      |
| ۱۳۹۹      | پایتخت ۶        | رحمت امینی  |                      |
| ۱۴۰۱      | خوشنام          | شهرام سیفی  |                      |
| ۱۴۰۲      | نون خ ۴         | حاج‌آقا افشه |                      |
| ۱۴۰۳      | پایتخت ۷        | رحمت امینی  |                      |

### نمایش خانگی
| سال  | عنوان                          | نقش  | توضیحات |
| ---- | ------------------------------ | ---- | ------- |
| ۱۳۹۹ | نارگیل                         |      | صداپیشه |
| ۱۳۹۹ | شب‌های مافیا                    |      |         |
| ۱۴۰۱ | جوکر                           | خودش |         |
| ۱۴۰۱ | آخرین نفری که میخنده (سری سوم) | خودش |         |
| ۱۴۰۱ | بالا                           |      |         |
| ۱۴۰۲ | پیکولو جزیره جادویی            | پیکی |         |

### استندآپ کمدی
- خنداننده برتر

### مجری
- مسابقهٔ تلویزیونی «در صد ثانیه»
- مسابقهٔ تلویزیونی «جام طلایی»
- مسابقهٔ تلویزیونی «مار و پله»
- مسابقهٔ تلویزیونی «پشت خط»
- مسابقهٔ گوی طلایی
- برنامهٔ تلویزیونی «مثلث»
- برنامهٔ تلویزیونی «جشن رمضان ۹۳»
- برنامهٔ تلویزیونی «راه شب» یا «ساعت ۲۵»[۱۹]
- برنامهٔ «جمعه تعطیل نیست»[۲۰]
- ویژه برنامهٔ «ب مثل بهار»[۲۱]
- جنگ «بهار باش»[۲۲]

### صداپیشه
- انیمیشن شنگول منگول
- نارگیل (نمایش خانگی) (صداپیشه عروسک)
- رنگین‌کمان (صداپیشه چپل)
- رنگین‌کمان (صداپیشه پنگول)[۲۳]
- سینمایی «پنگول» یا «شهر گربه‌ها» (صداپیشه پنگول)[۲۴][۲۵][۲۶][۲۷][۲۸]
- خندوانه (فرخنده)
- پاگرد (کلاغ؛ انیمیشن شبکه دو بعد از اخبار شبانگاهی)
- انیمیشن آقای آگاه

### دوبلور
| عنوان                        | نقش                                                                    |
| ---------------------------- | ---------------------------------------------------------------------- |
| عصر یخبندان                  | دوبلور                                                                 |
| عصر یخبندان: ظهور دایناسورها | باک                                                                    |
| باب‌اسفنجی شلوارمکعبی         | باب اسفنجی                                                             |
| رئیس مزرعه                   | مایلز/پیتزا فروش‌ها                                                     |
| خوش‌قدم                       | شاهین                                                                  |
| ملاقات با رابینسون‌ها         | پدربزرگ                                                                |
| آواتار: آخرین بادافزار       | فرمانده هاکوتا/شاه باسینگ‌سی/پیرمرد ماهیگیر/پادشاه آتش در نمایش/پروفسور |
| هیولاها علیه بیگانگان        | دکتر سوسکه                                                             |
| پنج بچه و شنی                | شنی                                                                    |
| دنیای وحش                    | سنجاب باغ وحش                                                          |
| شرک ۱                        | شرک                                                                    |
| ماداگاسکار ۳                 | ویتالی                                                                 |
| پاندای کونگ فو کار ۲         | استاد مانتیس/ ارباب شن                                                 |
| افسانه آرش                   |                                                                        |
| پرندگان خشمگین۱              | لئونارد                                                                |
| در جستجوی دوری               |                                                                        |
| روح                          | مهباد                                                                  |